# 道の駅サンフラワー北竜

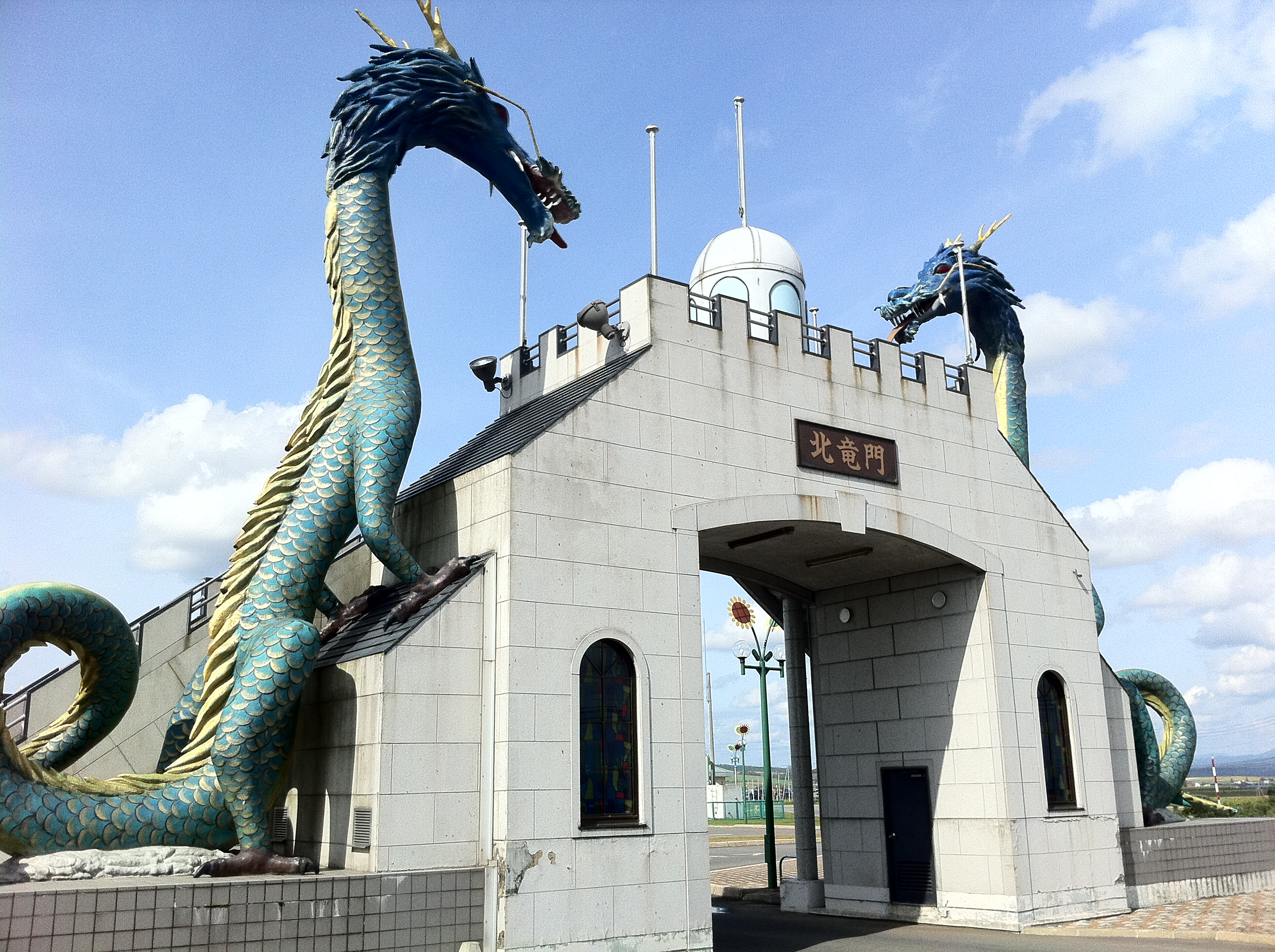
施設の入口に目印となる門がある。

道の駅サンフラワー北竜（みちのえき サンフラワーほくりゅう）は、北海道雨竜郡北竜町にある道の駅である。

## 概要
日本一の面積のヒマワリ畑で有名な北竜町が、ヒマワリを核にした地域おこしの中核施設として1992年（平成4年）6月に開業した「サンフラワーパーク」を、1995年（平成7年）1月に道の駅として登録したものである。
向かい合う巨大な竜が設えられた中華風のゲート「北竜門」が入り口にあり、地元特産のヒマワリ関連商品が多数並んでいる。
建物は2階建ての中世オランダ風の外観となっている。
北竜温泉の施設があり、サンフラワーパークホテルが日帰り・宿泊施設を兼ねる。

## 歴史
- 1992年（平成4年）6月 - サンフラワーパークが開業。
- 1994年（平成6年）10月 - ホテルがオープン[5]。
- 1995年（平成7年）1月 - 開駅。
- 2017年（平成29年）12月11日 - レストラン「風車」がリニューアル[6]。
- 2018年（平成30年）3月21日 - 温泉がリニューアル[7]。

## 主な施設
- 駐車場
  - 普通車：110台
  - 大型車：16台
- トイレ（いずれも24時間利用可能）
  - 男：大 2器、小 6器
  - 女：6器
  - 身障者用：2器
- 公衆電話：1台
- 売店（地元特産品コーナー） 営業時間は、8:00 - 22:00
- レストラン「風車」 営業時間は、11:00 - 20:00（ラストオーダー、19:45）
- 温泉施設（北竜温泉）[4]（日帰り、宿泊）[8] 営業時間は、9:30 - 22:00

## 北竜温泉
内風呂は加水・加温濾過循環方式。露天風呂は加温掛け流し。ただし、設備の故障に伴い一時期水道水の沸かし湯で営業していたこともあった。

### 泉質
- ナトリウム - 塩化物泉（弱アルカリ性高張性温泉）
  - 源泉温度 41℃、pH 7.5（弱アルカリ性）、湧出量 毎分472リットル

## 休館日
- 11月中旬に3日ほど

## アクセス
- 国道275号

## 周辺
- ひまわりの里
- 雨竜川
- 北竜町役場
- バス停「北竜温泉」
  - 空知中央バス - 和線（深川 - 妹背牛 - 北竜）